# أرتيمون أبوستو إفريموف
أرتيمون أبوستو إفريموف (بالرومانية: Artemon Apostu-Efremov)‏ مواليد 19 يونيو 1979 في بوخارست، جمهورية رومانيا الاشتراكية، هو لاعب كرة مضرب روماني سابق بدأ مسيرته كمحترف سنة 1999 وكان يلعب باليد اليمنى، اعتزل اللعب في 2016. أعلى تصنيف له في الفردي كان المركز الـ 310 في سنة 2002. أعلى تصنيف له في الزوجي كان المركز الـ 466 في سنة 2003.

## وصلات خارجية
- أرتيمون أبوستو إفريموف على موقع رابطة محترفي التنس (الإنجليزية)
- أرتيمون أبوستو إفريموف على موقع الاتحاد الدولي لكرة المضرب (الإنجليزية)
- أرتيمون أبوستو إفريموف على موقع خلاصة التنس.كوم (الإنجليزية)